# Стюарт, Джейк
Джейк Стюарт (англ. Jake Stuart; род. 20 ноября 1991, Острова Кука) — футболист, защитник сборной Островов Кука.

## Биография

### Клубная карьера
О начальном этапе карьеры игрока ничего неизвестно. С 2014 по 2015 год выступал за австралийский клуб «Вест Райд Роверс».

### Карьера в сборной
В 2015 году дебютировал за сборную Островов Кука, за которую сыграл 3 матча в рамках отборочного раунда Кубка наций ОФК 2016.